# Бреславский, Михаил
Михаил Бреславский (пол. Michał Wrocławczyk, Michał z Wrocławia, Michał Falkener z Wrocławia, Michael de Wratislava, Michael Vratislaviensis; ок. 1460—1533), прозванный так по месту своего рождения городу Бреславлю (ныне Вроцлав) — польский математик, философ, филолог, астроном, астролог, теолог и преподаватель.

## Биография
Михаил Бреславский родился около 1460 года в семье богатых немецких бюргеров. В 1478 году поступил в Краковский (Ягеллонский) университет на факультет искусств, где он получил степень бакалавра (1481) и защитил кандидатскую диссертацию в 1488 году.
Он интересовался многими областями науки и позднее читал в Кракове лекции по астрологии, астрономии, математике, физике, и схоластической философии Аристотеля, а также преподавал логику, грамматику и риторику. Среди его слушателей был, в частности, Николай Коперник. В альма-матер он стал магистром и профессором богословия.
В 1528 году стал каноником, а затем деканом костела Святого Флориана.
Михаил Бреславский умер в преклонном возрасте 4 февраля 1533 года.
Бреславский опубликовал множество научных трудов, среди которых был первый в Польше печатный календарь озаглавленный «Judicium Cracoviense Magistri Michaelis de Vratislavia, congestum in præeclaro studio Cracoviensi ad annum 1494 cum trium eclipsium prognostico», который сообразно духу того времени, включал в себя предсказания о погоде, политических событиях, болезнях и прочем (Краков, 1493). Вторую подобную работу он издал двумя годами позже.

## Избранная библиография
- Iudicium Cracoviense, 1494, 2 wydania, (drukowane za granicą prognostyki astrologiczne na lata 1494 i 1495)
- Introductorium astronomiae Cracoviense elucidans Almanach, Kraków 1506, wyd. następne: Kraków 1507, Kraków 1513, Kraków 1517, (podręcznik podstawowych wiadomości, głównie z astrologii)
- Introductorium dyalectice quod congestum logicum appellatur, Kraków 1509, wyd. następne: Norymberga 1511, Norymberga 1513?, Kraków 1515, Strasburg 1515, (znacznie poszerzona przeróbka edycji pt. Congestum logicum…, Kraków 1504, nakł. J. Hallera; podręcznik logiki, oparty na dziełach Piotra Hiszpana poświęconych wykładowi logiki Arystotelesa)
- Expositio hymnorumque interpretatio pro iuniorum eruditione, Kraków 1516, drukarnia J. Haller, (zbiór psalmów, hymnów i kantyków kościelnych z wstępem krytyczno-literackim i komentarzami filologiczno-teologicznymi)
- Epithoma figurarum in libros physicorum et De anima Arystotelis, Kraków 1518, drukarnia J. Haller, (inne wydania)
- Epithoma conclusionum theologicalium: pro introductione in quator libros sententiarum magistri Petri Lombardi, Kraków 1521, drukarnia J. Haller, (podręcznikowa przeróbka dogmatyki P. Lombarda)
- Prosarum dilucidatio ac earundem interpretatio… pro studiorum eruditione, Kraków 1530, drukarnia F. Ungler, (zbiór pism kościelnych prozą rymowaną i nierymowaną, z komentarzami językowo-rzeczowymi)